# Ctenoplon
Ctenoplon is een kevergeslacht uit de familie van de boktorren (Cerambycidae). De wetenschappelijke naam van het geslacht werd voor het eerst geldig gepubliceerd in 1967 door Martins.

## Soorten
Ctenoplon is monotypisch en omvat slechts de volgende soort:
- Ctenoplon x-littera (Thomson, 1865)